# 道森 (馬里蘭州)
道森（英語：Dawson）是位於美國馬里蘭州亞利加尼縣的一個普查規定居民點。

## 人口
根據2020年美國人口普查的數據，道森的面積為1.76平方千米，當中陸地面積為1.59平方千米，而水域面積為0.17平方千米。當地共有人口100人，而人口密度為每平方千米56.82人。